# Olaria AC
Der Olaria Atlético Clube ist ein Sportverein aus dem gleichnamigen Viertel im Norden der brasilianischen Metropole Rio de Janeiro und wurde am 1. Juli 1915 als Japonês Futebol Clube („Japanischer Fußballklub“) gegründet, aber noch im selben Jahr umbenannt, um ein breiteres Publikum anzusprechen. Der Verein ist vornehmlich für seine Fußballabteilung bekannt.
Der Verein nahm 1974 und 1979 an der nationalen Fußballmeisterschaft von Brasilien teil. 1960 gewann er das Torneio Início von Rio de Janeiro.
Aufmerksamkeit erlangte der Verein als der Weltstar Garrincha, einer der wohl besten Fußballer aller Zeiten, 1972 seine Karriere hier ausklingen ließ. Bereits 1965 trat der Nationalspieler Décio Esteves in seiner letzten Saison für Olaria, damals gerade in die zweite Liga von Rio abgestiegen, an. Aus der Jugend des Vereins stammt der Weltfußballer von 1994, Romário. Brasiliens vierfacher WM-Torwart Castilho begann ebenso seine Karriere bei Olaria.
Im offiziellen Ranking des Brasilianischen Fußballverbandes (→ CBF-Ranking) nimmt der Verein zu Beginn des Jahres 2008 mit 40 Punkten den 134. Rang ein.

## Stadion

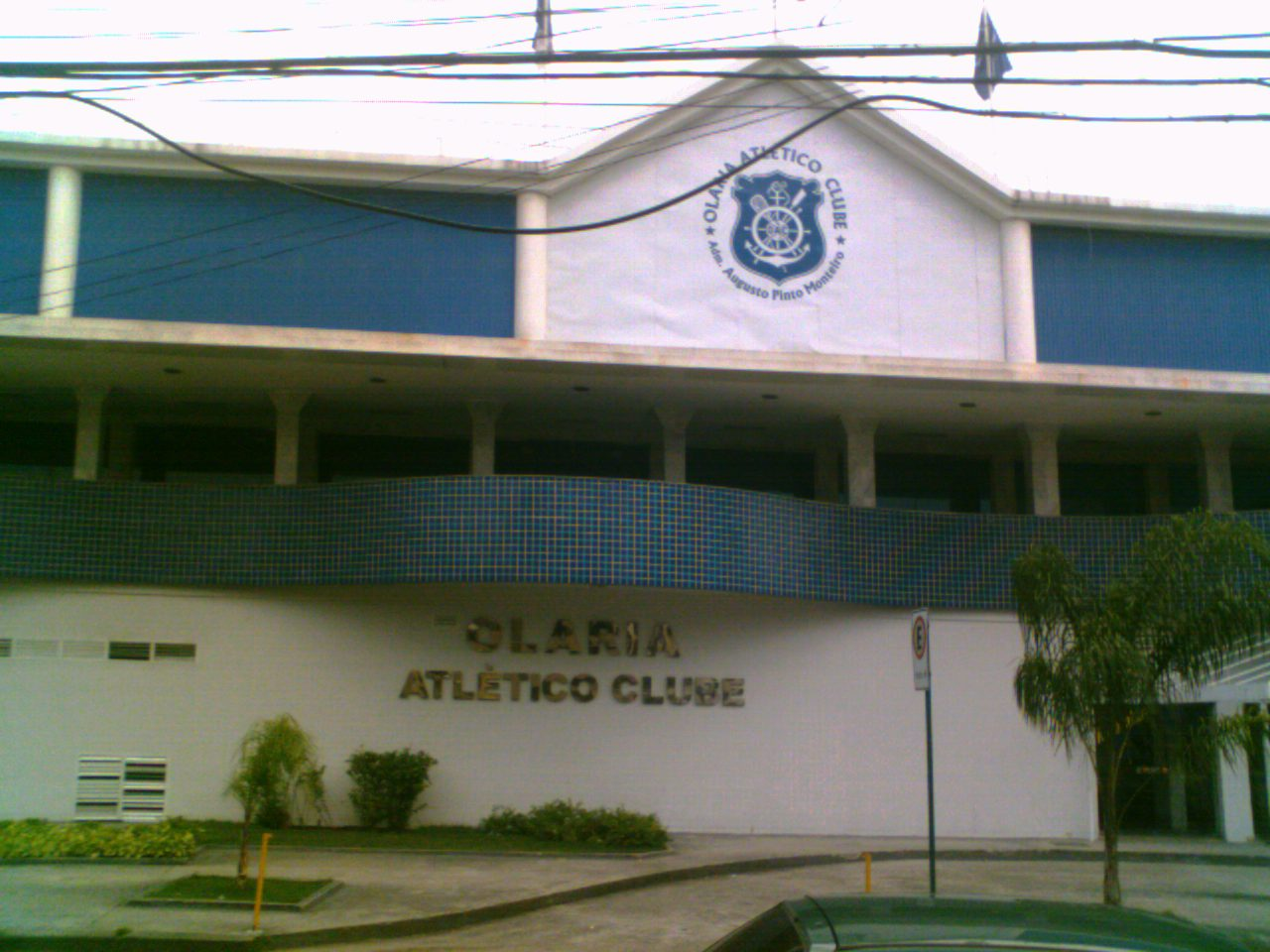
Das Hauptquartier des Olaria Atlético Clube im Stadion an der Rua Bairiri

Der Verein trägt seine Heimspiele im auch im Viertel Olaria gelegenen vereinseigenen Estádio Mourão Vieira Filho aus, auf welches aber praktisch meist nur nach seiner Lage in der Rua Bariri benannt wird. Das 12.000 Zuschauer fassende Stadion wurde im April 1947 mit einer Partie zwischen Fluminense und Vasco da Gama eingeweiht, welches die ersteren mit 4:3 gewannen. Friaça von Vasco erzielte dabei den ersten Treffer.
Eine Rekordkulisse von 18.000 Zuschauern sah am 30. April 1997 den 3:1-Erfolg von Flamengo über Bangu AC bei der Campeonato Carioca.
Das Stadion gilt als eines der wichtigeren Stadien von Rio de Janeiro und wird auch häufig von anderen Vereinen benutzt.

## Weitere Sportarten
Neben Fußball betreibt Olaria auch Abteilungen für Futsal, Karate, Judo, Basketball, Schwimmen und Knopffußball (Futebol de botão).

### Basketball
Die Frauen des Olaria AC wurden 1976 und 1978 Staatsmeister von Rio de Janeiro.